# Bundesautobahn 623
De Bundesautobahn 623 (kortweg A623) is een Duitse autosnelweg in het Saarland die verloopt van Dreieck Friedrichstal via Sulzbach/Saar naar de binnenstad van Saarbrücken. Bij Friedrichstal sluit de A623 aan op de A8, in het zuiden sluit de A623 aan op de Bundesstraße 41 die weer aansluit op de Saarbrücker Stadtautobahn de A620.
Vanaf het einde van de autosnelweg bij Saarbrücken-Ludwigsberg verloopt de rechter rijstrook verder langs de wijk Rodenhof en kruist verder de B268. Hierna steekt de weg de Saar over en sluit bij de aansluiting Saarbrücken-Westspangenbrücke aan op de A620.
De linker rijstrook gaat als B41 rechtstreeks de binnenstad van Saarbrücken in en kruist ook de Saar en de A620. Daarna verloopt de B41 verder naar de grensovergang bij de Goldene Bremm. Vanaf hier loopt de weg als N3 Frankrijk in richting Forbach en Metz.
De A623 wordt vanaf het noorden gebruikt om het verkeer de binnenstad van Saarbrücken in te leiden, ook van de Bundesautobahn 1 die zelf ook totin Saarbrücken loopt. Hierdoor vormt de A623 een belangrijke regionale verbinding. Het verkeer wordt bij Saarbrücken met een omweg gestuurd omdat men wil voorkomen dat zich aan het einde van de A1 een te groot verkeersaanbod bevindt. Hetgeen opstoppingen en files veroorzaakt.
Opvallend is de bewegwijzering van de A623. Omdat de A623 de B41 vervangen heeft wordt voor vele verwijzingen naar de A623 nog steeds het nummer B41 gebruikt. Daarnaast staat op alle afstandsborden langs de A623 het nummer B41.
Het laatste gedeelte tussen Saarbrücken-Rodenhof en Güterbahnhof is geen autosnelweg meer, maar een autoweg. Deze weg is echter wel met blauwe borden bewegwijzerd en is ook volledig uitgevoerd als vierstrooksweg.